# Баумгардт, Карл Карлович
Карл Карлович Баумгардт (Баумгарт) (1880—1963) — педагог-физик.

## Биография
Родился 11 января 1880 года в лютеранской семье. Его отец, Карл Баумгарт, работал землемером, потом кассиром на заводе «Бекман и К°», а закончил свою службу в должности счетчика в Государственном контроле. Мать — Агнесса-Эмилия-Доротея, урождённая Петерсон.
В 1897 году окончил с золотой медалью Вторую Санкт-Петербургскую гимназию, в 1902 году — физико-математический факультет Санкт-Петербургского университета. После окончания университетского курса был оставлен в университете для приготовления к профессорскому званию. Работал под руководством профессоров И. И. Боргмана и О. Д. Хвольсона, а также В. В. Лермантова.
В 1904—1914 годах занимал должность лаборанта в Физическом институте, в 1914—1917 гг. — в должности ассистента. За выслугу лет в 1908 году был произведён в надворные советники.
Вёл активную преподавательскую деятельность. Преподавал в 8-й петербургской гимназии до 1905 года, откуда был уволен за участие в декабрьской забастовке. В 1903—1907 годах преподавал  также на вечерних курсах для рабочих в селе Смоленском за Невской заставой, в 1909—1913 — на Рождественских фельдшерских курсах. С 1913 по 1918 годы состоял профессором физики Высших женских естественно-научных курсов Лехвицкой-Скалон.
В 1917 году начал преподавать на кафедре физики Петроградского университета — вёл семинар по электронной теории; с 1924 года — доцент. Одновременно, в открывшемся Оптическом институте он занял должность физика научного отдела, впоследствии был учёным секретарём; с 1923 года редактировал «Труды ГОИ».
С 1919 года Баумгардт принимал деятельное участие в реформе преподавания физики на физико-математическом факультете, окончившейся образованием особого отделения физики и геофизики и выработкой программ преподавания физики, механики, химии на этом отделении. О нём лестно отзывались его коллеги. О. Д. Хвольсон писал: 

К.К.Баумгарта отличает любознательность, трудоспособность, быстрое овладение экспериментальными методами, ясность рассуждений. Его доклады всегда вызывали во мне восторг и часто являлись источником новых познаний. Главы, написанные им для пятого тома «Курса физики», принадлежат к наиболее совершенным в дидактическом отношении.
В 1923—1929 годах он был также преподавателем и председателем кафедры естествознания Военно-политической академии имени товарища Толмачева.
В 1933 году, после того как отделение физики и геофизики физико-математического факультета было преобразовано в физический факультет, Баумгардт стал заместителем декана факультета, В. Р. Бурсиана. В 1936 году, после ареста Бурсиана Баумгардт стал исполнять обязанности декана факультета.
В 1937 году по состоянию здоровья Баумгардт был вынужден уйти из Оптического института, продолжая читать лекции в должности профессора кафедры общей физики физического факультета Ленинградского университета.
Во время войны он вместе с университетом находился в эвакуации в Саратове, где с 1943 года исполнял обязанности заведующего кафедрой общей физики ЛГУ, а после возвращения в Ленинград в 1944 году был назначен заведующим вновь организованной второй кафедры общей физики. В 1955 году на этой ложности его сменил профессор Максим Филиппович Вукс, а Баумгардт до своей смерти читал на физфаке курс лекций по истории физики.
В 1951 году К. К. Баумгардт был награждён орденом Ленина.
Им были заложены традиции исторических исследований на физическом факультете; он вёл большую научную работу по истории отечественной науки, истории физики и руководил в этой области работой аспирантов.

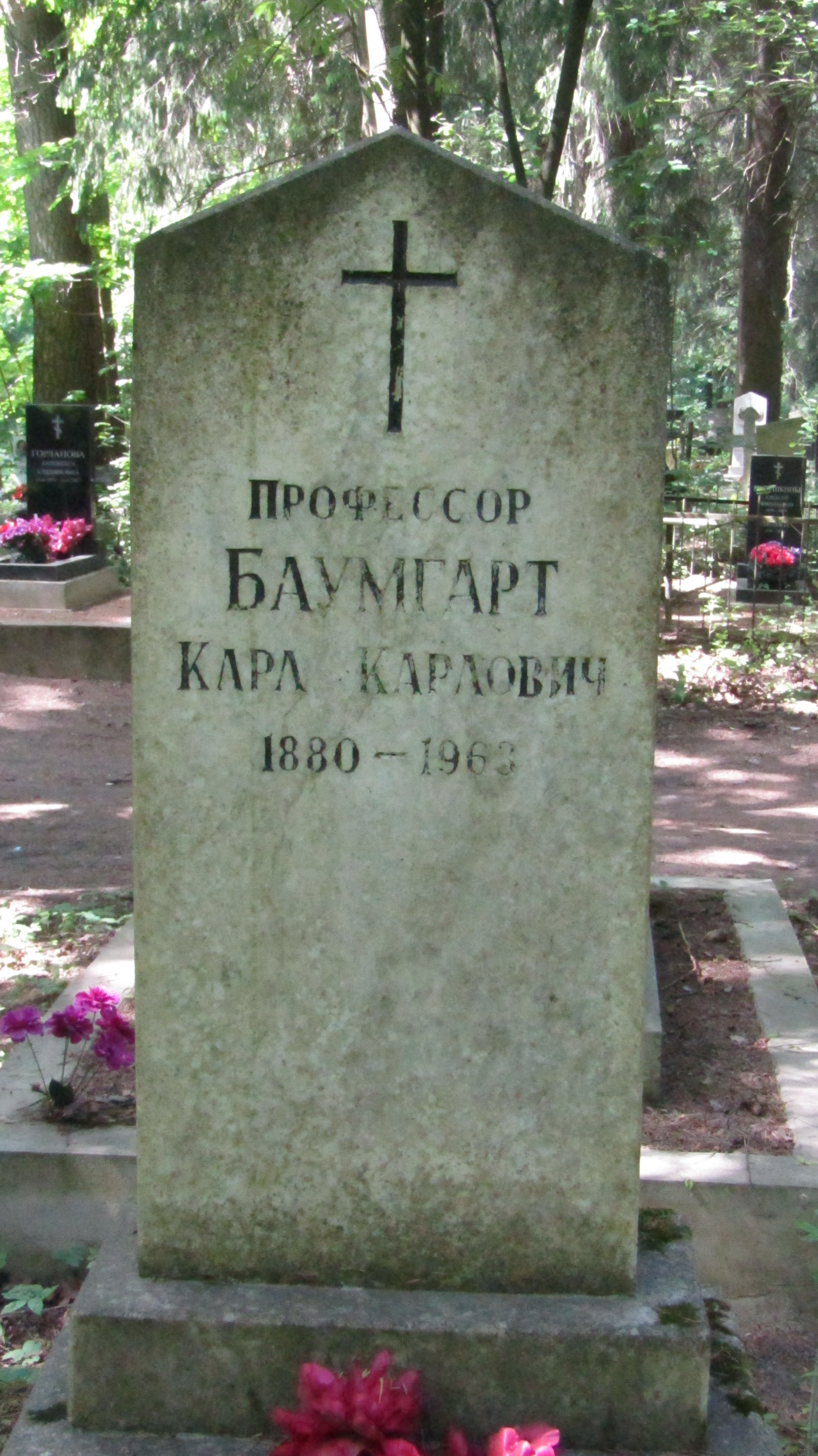
Могила Баумгардт К.К. Северное кладбище, Санкт-Петербург.